# Francis Burns
Pour les articles homonymes, voir Burns.
Francis Burns est un footballeur écossais né le 17 octobre 1948 à Glenboig. Il évoluait au poste d'arrière gauche.

## Biographie

### En club
Francis Burns est formé au sein du club de Manchester United,.
Dès sa première saison, il dispute la Coupe des clubs champions en 1967-68, il prend part à 7 matchs dont la demi-finale aller contre le Real Madrid. Burns ne dispute pas la finale mais Manchester United devient champion d'Europe en battant le Benfica Lisbonne 4-1 après prolongation,.
Il joue le match aller de la Coupe intercontinentale 1968 : Manchester United perd contre les Estudiantes sur le score cumulé de 1-2,.
Lors de la campagne européenne 1968-69, Burns marque un but lors du premier tour contre Waterford AFC. Il dispute les deux matchs de la double confrontation en demi-finales contre l'AC Milan que Manchester perd 1-2 au total.
Lors de la saison 1972-1973, il est joueur du Southampton FC.
De 1973 à 1981, Burns évolue sous les couleurs du Preston North End.
Après une dernière saison sous les couleurs du club irlandais du Shamrock Rovers, il raccroche les crampons.
Burns dispute 142 matchs pour 6 buts inscrits en première division anglaise, 11 matchs en Coupe des clubs champions pour un but marqué et un match de Coupe intercontinentale.

### En équipe nationale
International écossais, il reçoit une unique sélection en équipe d'Écosse pour aucun but marqué en 1969,.
Il joue le 5 novembre 1969 contre l'Autriche (défaite 0-2 à Vienne) dans le cadre des qualifications pour la Coupe du monde 1970.

## Palmarès
| Manchester United - Coupe des clubs champions (1) : - Vainqueur : 1967-68. |